# Røde Khmer-tribunalet
Røde Khmer-tribunalet, egentlig De ekstraordinære kamre ved retterne i Cambodja for retsforfølgelse af forbrydelser begået i perioden under Demokratisk Kampuchea (eng.: Extraordinary Chambers in the Courts of Cambodia for the Prosecution of Crimes Committed During the Period of Democratic Kampuchea), er en international ad hoc-domstol etableret af Cambodjas regering og FN for at retsforfølge medlemmer De Røde Khmerer for forbrydelser mod menneskeheden, herunder folkemord, begået under Demokratisk Kampuchea. Domstolen er beliggende i landets hovedstad, Phnom Penh.
Forbilledet for etableringen af domstolen er Krigsforbryderdomstolen for Jugoslavien i Haag. Domstolen skal efterforske og strafforfølge de ansvarlige for de forbrydelser, der blev begået af de kommunistiske Røde Khmerers regime i Cambodja fra 1975 til 1979. Domstolen har både cambodianske og internationale dommere tilknyttet.
Der har været tale om at oprette domstolen siden 1997, men finansieringen kom ikke på plads før i 2006, selv om lande som Canada, Indien og Japan også havde medvirket. Samme år blev de første dommere udpeget.